# Estación Tres Lomas
Tres Lomas es una estación ferroviaria ubicada en la localidad de Tres Lomas, partido de Tres Lomas, Provincia de Buenos Aires, Argentina.

## Ubicación
La estación, se encuentra a 510 km de la Ciudad Autónoma de Buenos Aires.

## Servicios
No presta servicios de pasajeros. Sus vías están concesionadas a la empresa de cargas FerroExpreso Pampeano S.A.. Circulan trenes de carga de cereales.

## Galería fotográfica

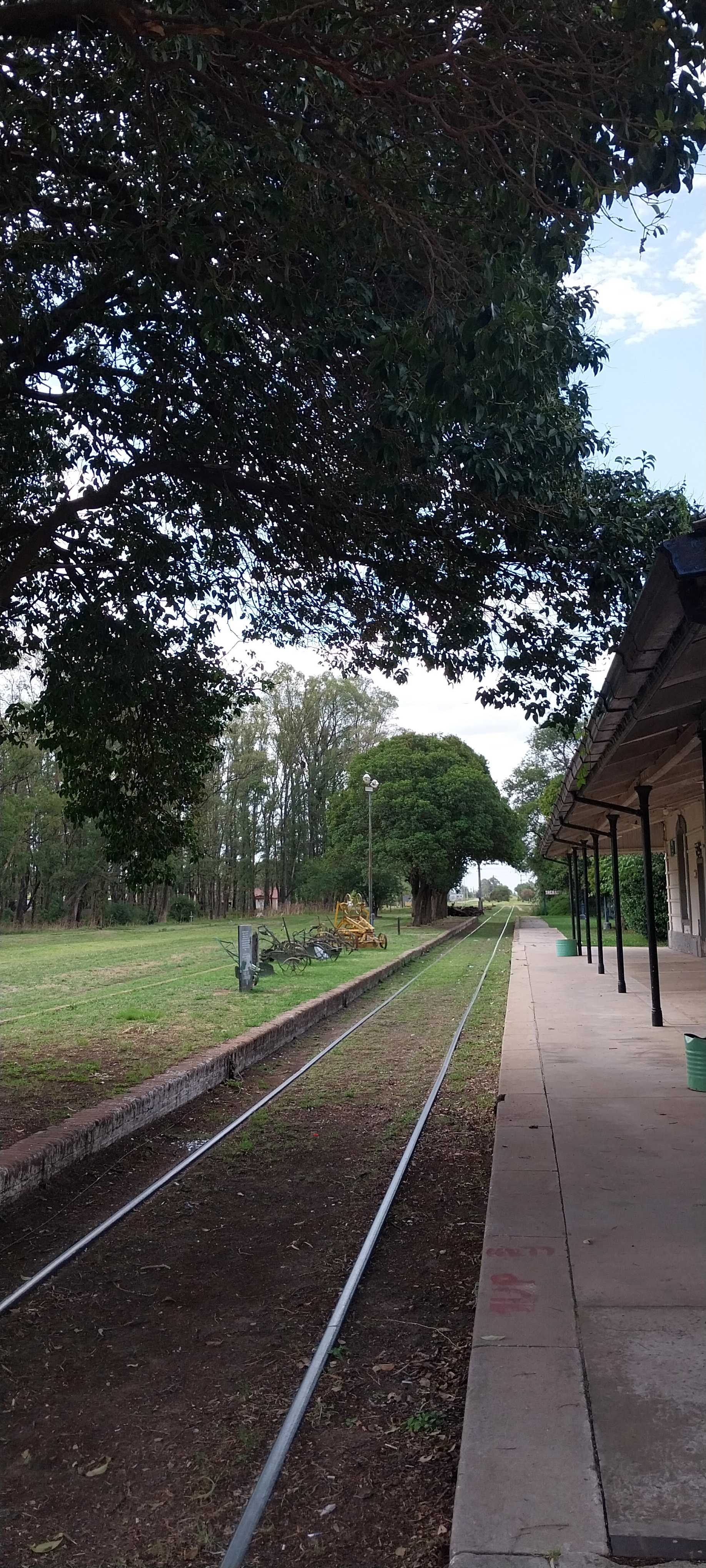
Vías por donde circulan trenes de carga
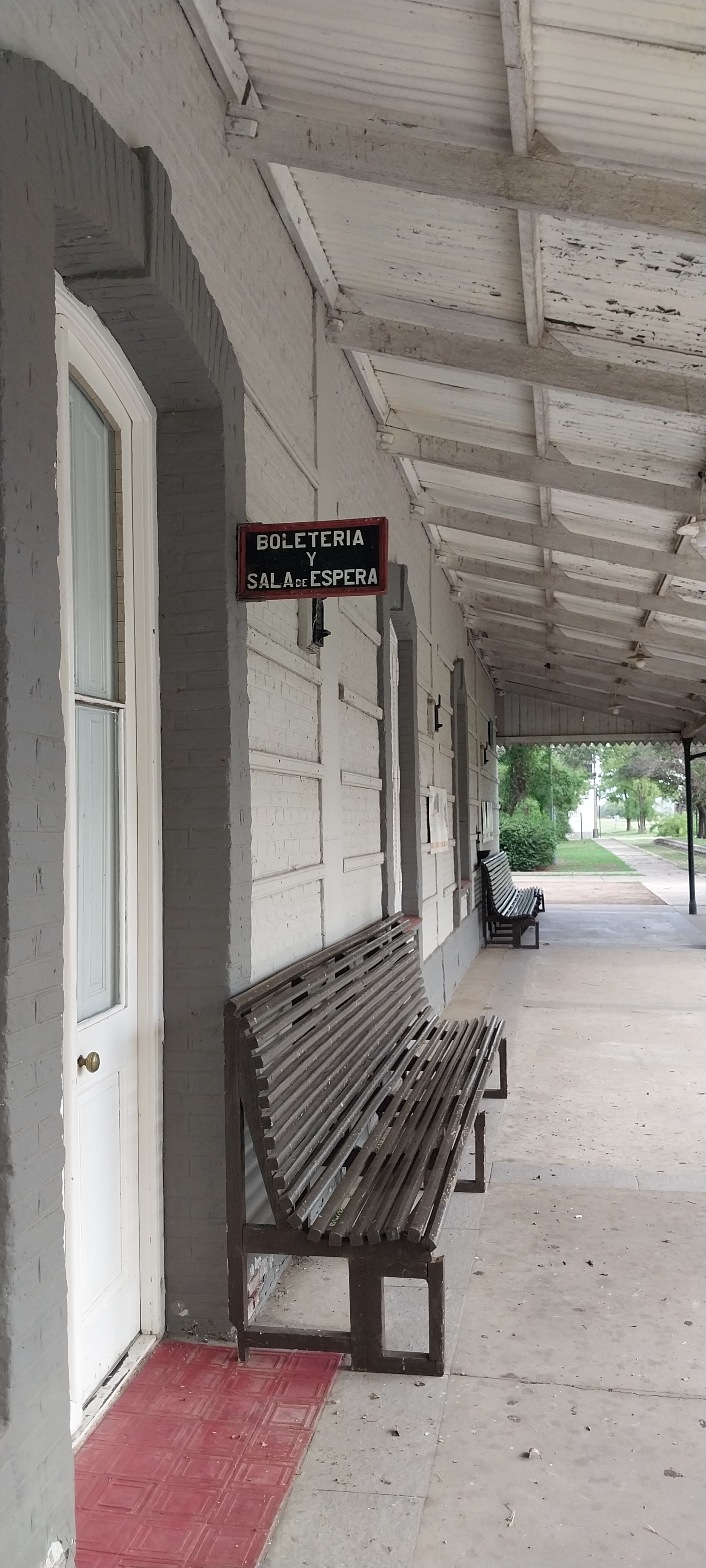
Andén de la estación
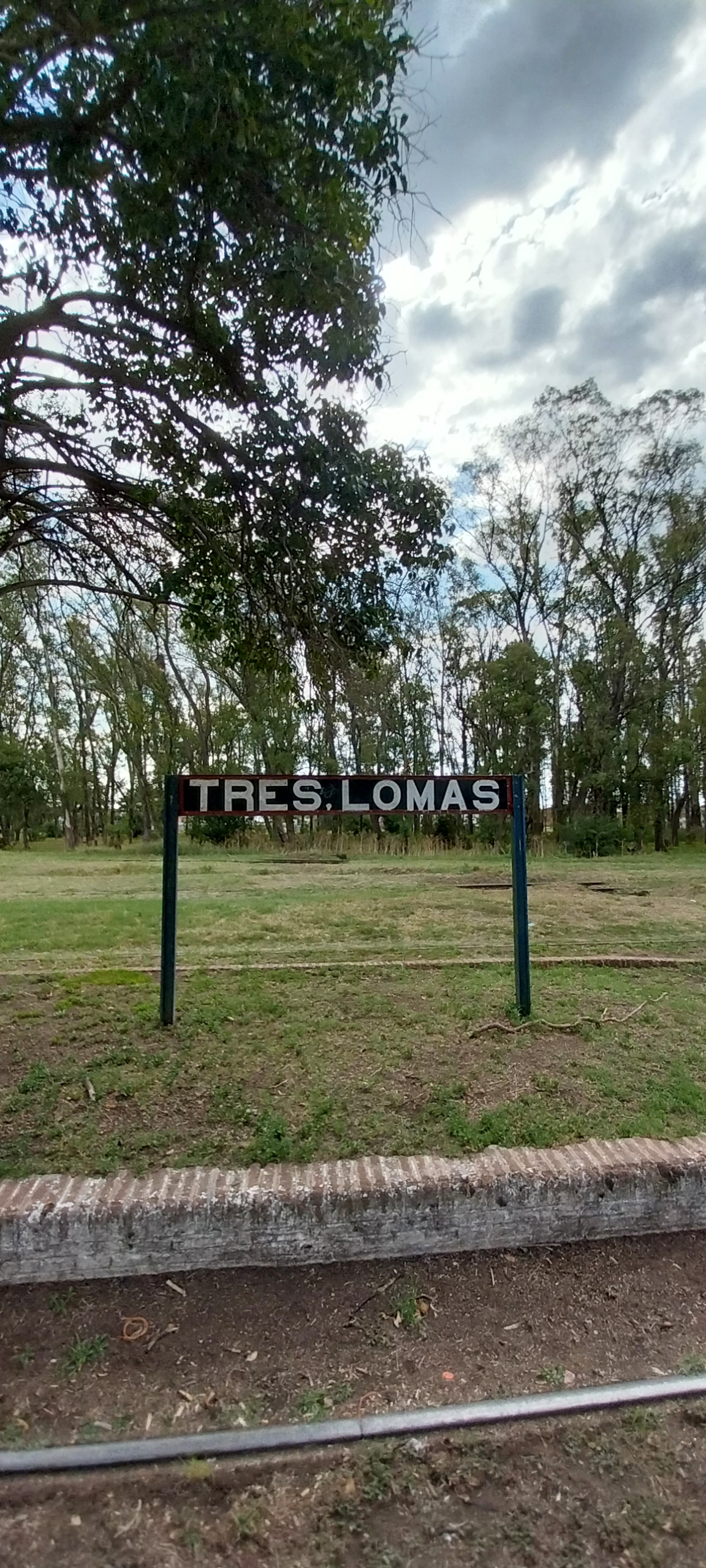
Nomenclador
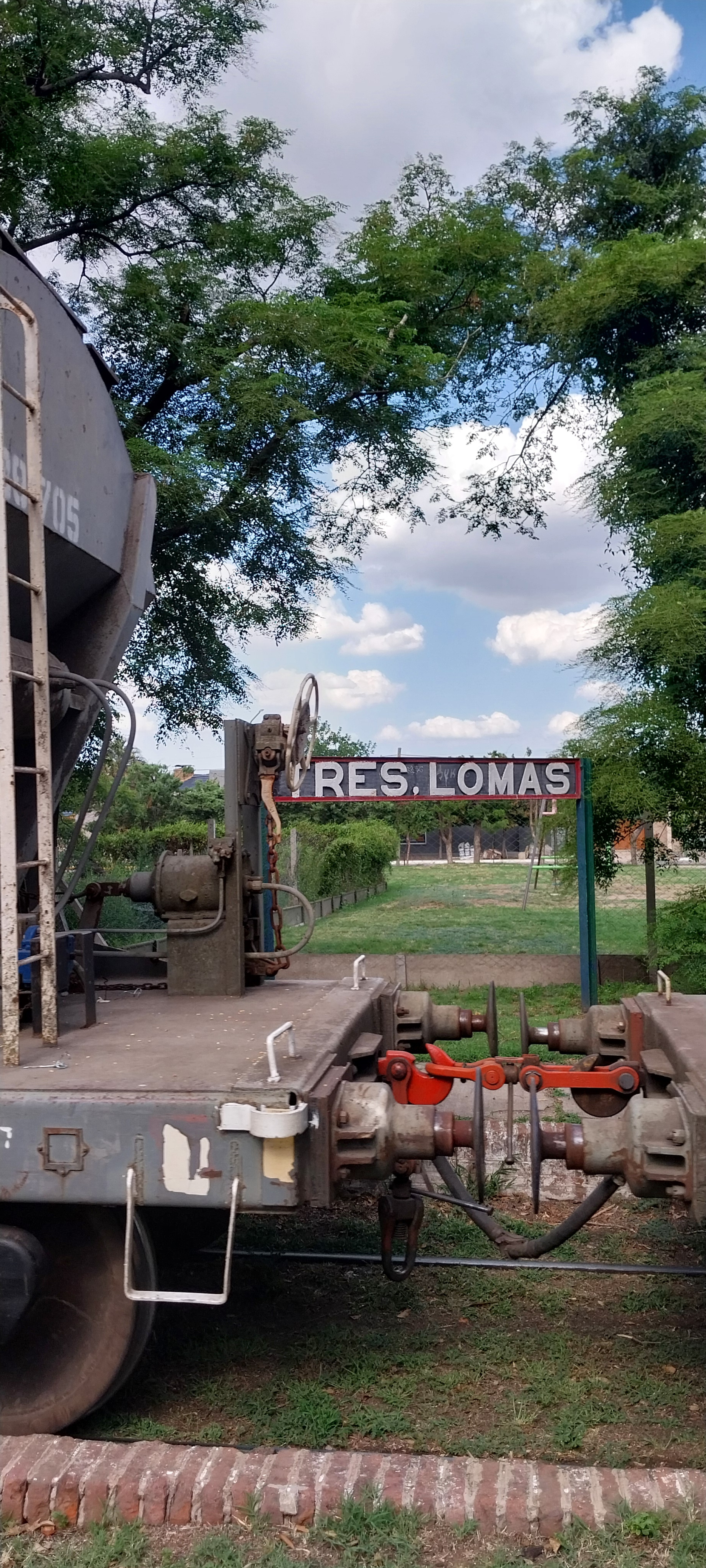
Formación de cargas en la estación
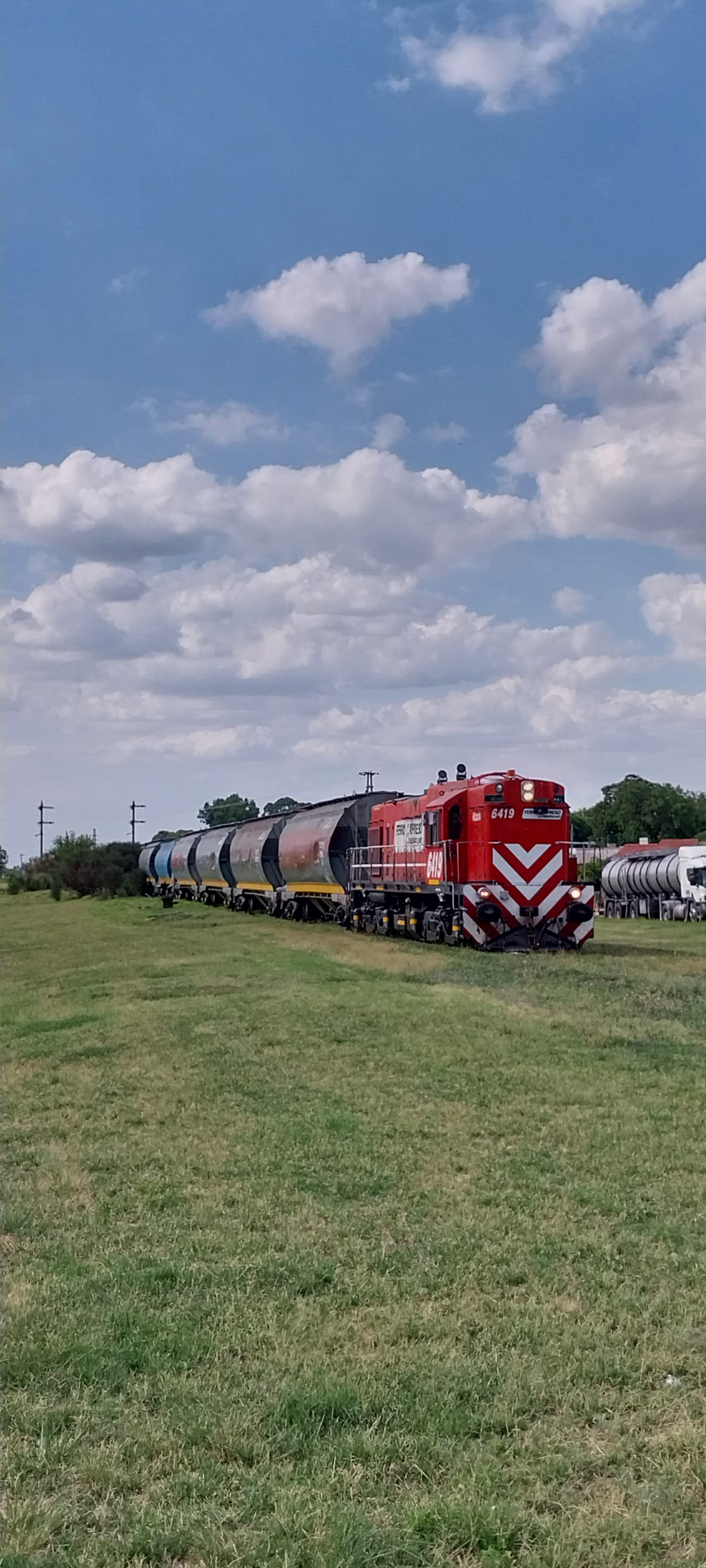
Tren circulando